# 羅布西茨戰役
羅布西茨戰役（德語：Schlacht bei Lobositz），是七年戰爭中普魯士與奧地利在1756年10月1日的戰役。此戰後普軍無法繼續入侵波西米亞，迫使腓特烈最終向北返回薩克森。
1756年8月29日，普魯士先發制人，大舉進攻西里西亞和勃蘭登堡本土之間的薩克森，一個月之內佔領首府德雷斯頓，然後南下入侵奧地利的波希米亞，在那裏等待奧軍總司令布勞恩（Browne）元帥到來。1756年10月1日，28,500普軍背易北河向西列陣，迎戰布勞恩元帥的33,000奧軍，爆發了羅布西茨戰役。
布勞恩的意圖，是利用地形隱蔽主力，繞過普軍偷渡易北河，以救援被普魯士占領的薩克森領土。但是普魯士中央步兵主力和近衛騎兵的猛烈進攻，使奧軍無法脫身。奧軍數量上佔有優勢，普魯士軍隊一次又一次進攻被擊退，他們依靠素質優勢彌補數量的不足，每一次被擊退，都能夠有秩序地撤下來重新編組，再發動進攻。到下午，普軍強攻終於拿下奧軍防禦支撐點羅布西茨村，但是奧軍擁有充足的後背力量，戰線仍然穩定。腓特烈召開會議，大多數將領主張撤退，唯獨布倫斯威克的斐迪南親王提出反對意見，力主堅持。結果奧地利軍隊最終先行撤出戰場。實際上此役雙方損失相當。
腓特烈雖然在正面戰場取得戰術勝利，但奧軍也完成其的戰略目標，阻擋腓特烈，並前往與薩克森軍隊會合。

## 參看
- 七年戰爭
- 西里西亚战争